# Powiat bieruńsko-lędziński
Powiat bieruńsko-lędziński – powiat w Polsce, w województwie śląskim. Powstał w 1999 roku jako powiat tyski (z siedzibą w Tychach, nie wchodzących w skład powiatu) i został przemianowany 1 stycznia 2002 roku na powiat bieruńsko-lędziński (z jednoczesnym przeniesieniem siedziby do Bierunia). Jest najmniejszym pod względem powierzchni powiatem w Polsce oraz najmniejszym pod względem ludności powiatem w województwie śląskim.
W skład powiatu wchodzą:
- gminy miejskie (miasta): Bieruń, Imielin, Lędziny
- gminy wiejskie: Bojszowy, Chełm Śląski

Według danych z 31 grudnia 2023 roku powiat zamieszkiwało 59 538 osób.
Położony we wschodniej części województwa śląskiego, na obrzeżu konurbacji górnośląskiej. Przemysłowy charakter powiatu został ukształtowany przez rozwój górnictwa węglowego i hutnictwa. Na terenie powiatu prowadzi działalność wydobywczą Kopalnia Węgla Kamiennego Piast-Ziemowit. Historycznie teren powiatu leży na Górnym Śląsku.

## Historia
Powiat powstał 1 stycznia 2002 przez  przemianowanie powiatu tyskiego na powiat bieruńsko-lędziński, z jednoczesnym przeniesieniem siedziby z Tychów do Bierunia.

## Demografia
Liczba ludności (dane z 31 grudnia 2023):
|        | Ogółem | Ogółem | Kobiety | Kobiety | Mężczyźni | Mężczyźni |
| osób   | %      | osób   | %       | osób    | %         |           |
| ------ | ------ | ------ | ------- | ------- | --------- | --------- |
| Ogółem | 59 443 | 100    | 30 186  | 50,78   | 29 257    | 49,22     |
| Miasto | 44 566 | 74,97  | 22 569  | 37,97   | 21 997    | 37,01     |
| Wieś   | 14 877 | 25,03  | 7617    | 12,81   | 7260      | 12,21     |

▶Wieś vs ▶miasto
Ogółem (▶k, ▶m)
Miasto (▶k, ▶m)
Wieś (▶k, ▶m)
Piramida wieku mieszkańców powiatu bieruńsko-lędzińskiego w 2021 roku:

### Ludność w latach
Według danych z 31 grudnia 2021 roku powiat zamieszkiwało 59 513 osób.

## Transport
Przez terytorium powiatu bieruńsko-lędzińskiego przebiega autostrada A4, droga ekspresowa S1, droga krajowa nr 44 oraz drogi wojewódzkie 931, 934 i 780.

## Administracja

### Starosta
Starostą powiatu bieruńsko-lędzińskiego jest Łukasz Odelga, wicestarostą Zofia Dudek.

### Rada powiatu
| Ugrupowanie                                                      | 2002-2006  | 2006-2010 | 2010-2014 | 2014-2018 | 2018-2024 | 2024-2029 |
| ---------------------------------------------------------------- | ---------- | --------- | --------- | --------- | --------- | --------- |
| Sojusz Lewicy Demokratycznej                                     | 2 (SLD-UP) | –         | –         | –         | –         | –         |
| Powiat – Wspólna Sprawa                                          | 2          | –         | –         | –         | –         | –         |
| Powiatowa Wspólnota Samorządowa                                  | 13         | 11        | 10        | 8         | 7         | 1         |
| Prawo i Sprawiedliwość                                           | –          | 3         | 1         | 3         | 5         | 6         |
| Stowarzyszenie Gospodarczo-Ekologicznego „Nasz Region”           | –          | 1         | –         | –         | –         | –         |
| Stowarzyszenie Mieszkańców Bierunia                              | –          | 2         | –         | –         | –         | –         |
| Forum Pięciu Gmin                                                | –          | –         | 6         | 3         | –         | –         |
| Polskie Stronnictwo Ludowe                                       | –          | –         | –         | 3         | –         | –         |
| Porozumienie Powiatu Bieruńsko-Lędzińskiego                      | –          | –         | –         | –         | 3         | –         |
| Stowarzyszenie Miłośników Ziemi Bieruńskiej "Porąbek" w Bieruniu | –          | –         | –         | –         | 1         | –         |
| Śląska Partia Regionalna                                         | –          | –         | –         | –         | 1         | –         |
| Porozumienie Samorządowe                                         | –          | –         | –         | –         | –         | 5         |
| Platforma Obywatelska                                            | –          | –         | –         | –         | –         | 3 (KO)    |
| KWW Mieszkańców Powiatu                                          | –          | –         | –         | –         | –         | 2         |

## Sąsiednie powiaty
- Tychy (miasto na prawach powiatu)
- Katowice (miasto na prawach powiatu)
- Mysłowice (miasto na prawach powiatu)
- Jaworzno (miasto na prawach powiatu)
- powiat pszczyński
- powiat oświęcimski (małopolskie)